# Irina Koroleva
Irina Vladmirovna Koroleva (nascida Zaryazhko; em russo: Ирина Владимировна Королёва; Novosibirsk, 4 de outubro de 1991) é uma voleibolista russa que atua na posição de central. 
Em 2013 ganhou a medalha de ouro no Campeonato Europeu. Ainda ganhou duas vezes consecutivas a medalha de ouro na Universíada nas edições de 2013 e 2015. A nível de clubes defende as cores do Dinamo Kazan.

## Clubes
| Clube                | De        | A         |
| -------------------- | --------- | --------- |
| Aouroum Khabarovsk   | 2006–2007 | 2008–2009 |
| Samorodok Khabarovsk | 2009–2010 | 2010–2011 |
| VC Uralochka-NTMK    | 2011–2012 | 2015–2016 |
| Dinamo Kazan         | 2016–2017 | ...       |

## Conquistas

### Seleção
- 2013  – Torneio Montreux Volley Masters
- 2013  – Campeonato Europeu
- 2013  – Cazã 2013 [3]
- 2014  – Torneio Montreux Volley Masters
- 2014  – Grand Prix
- 2015  – Gwangju 2015

### Clubes
- 2011–2012  – Campeonato Russo
- 2013–2015  – CEV Cup
- 2014–2015  – Campeonato Russo
- 2014–2015  – Challenge Cup

## Prêmios individuais
- Melhor bloqueio – Montreux Volley Masters 2013
- Melhor central – Campeonato Europeu 2015
- Melhor central – Copa do Mundo 2019